# Ro-46
Ro-46 — підводний човен Імперського флоту Японії, який взяв участь у Другій світовій війні.
Корабель, який спорудили на компанії Mitsubishi в Кобе, належав до типу Kaichū VII (також відомий як клас Ro-35). 2 квітня 1944-го під час тренувань у Внутрішньому Японському морі Ro-46 зіткнувся в підводному положенні з іншою субмариною I-46. Обидва кораблі зазнали певних пошкоджень, втім, не надто серйозних.
23 червня 1944-го Ro-46 вирушив з Куре у свій перший бойовий похід, маючи завдання діяти в районі Сайпану (Маріанські острови), на який тиждень тому висадився десант союзників. 3 липня човен став ціллю якоїсь атаки та дістав пошкодження, а 8 липня повернувся до Куре для ремонту.
19 вересня 1944-го Ro-46 вирушив з Куре на патрулювання в район Палау (західні Каролінські острови), де за кілька діб до того почалась операція союзників. Тут човен двічі помічав кораблі, ідентифіковані як авіаносці, проте не зміг досягнути якихось успіхів. 7 жовтня Ro-46 провів рекогносцирування атола Уліті (шість сотень кілометрів на північний схід від Палау), де союзники облаштували велику якірну стоянку (ця розвідка була першим етапом запланованої атаки на Уліті керованими торпедами «кайтен», що сталась у середині листопада). 14 жовтня човен завершив похід до Куре.
На тлі початку операції союзників на Філіппінах Ro-46 вже 20 жовтня 1944-го вирушив у черговий похід із завданням діяти в районі на схід від цього архіпелагу. Тут він не зміг досягнути якихось успіхів (та допомогти надводним силам, що були 25—26 жовтня розгромлені у вирішальній битві в затоці Лейте) і 19 листопада повернувся у метрополію до Майдзуру (обернене до Японського моря узбережжя Хонсю). На зворотному шляху човен підібрав збитого японського пілота.
8 січня 1945-го човен знову попрямував до Філіппін, цього разу до західного узбережжя острова Лусон, де наступної доби дійсно висадився ворожий десант. 29 січня дещо менш ніж за дві сотні кілометрів на захід від Маніли Ro-46 торпедував та пошкодив флотський транспорт атаки USS Cavalier (буде відремонтований та візьме участь у Корейській війні). На початку лютого Ro-46 та ще три інші японські субмарини дістали наказ евакуювати групу пілотів з північного завершення острова Лусон. Спершу 4 лютого Ro-46 зайшов у Такао (наразі Гаосюн на Тайвані), щоб вивантажити запасні торпеди та снаряди для палубної гармати і натомість прийняти амуніцію та паливо для військ на Лусоні. 7 лютого човен рушив з Такао, наприкінці 10 лютого прийняв 46 льотчиків та передав вантаж, а 19 лютого прибув до Куре (можливо відзначити, що дві інші субмарини будуть втрачені під час цієї місії, а третя так і не розпочне її, оскільки загинула ще до початку операції).
6 квітня 1945-го Ro-46 вийшов з Куре для дій у Філіппінському морі проти ворожих сил, що за кілька діб до того почали операцію проти Окінави. 29 квітня за чотири сотні кілометрів на південний схід від Окінави літак з американського ескортного авіаносця USS Tulagi виявив і атакував підводний човен. Ймовірно, саме цей бій призвів до загибелі Ro-46 разом з усіма 86 членами екіпажу.